# Wenningstedt-Braderup
Wenningstedt-Braderup (frisó septentrional Woningstair-Brääderep, danès Venningsted-Brarup, baix alemany Wenningsteed-Braderup) és un municipi de l'illa de Sylt que forma part del districte de Nordfriesland, dins l'Amt Landschaft Sylt, a l'estat alemany de Slesvig-Holstein. Segons el cens de 2022 te una població de 1.441 habitants.

## Història
Segons una vella llegenda, els caps dels angles, Hengist i Horsa, van usar el port per a sortir amb les seves hosts cap a Anglaterra en el segle v. Avui un carrer amb el seu nom Horsatal recorda d'aquest esdeveniment.
Fins a principis del segle xix, el lloc havia estat gairebé inalterat durant segles, que consistia en només vuit granges. Els habitants vivien de l'agricultura i la pesca. No pocs homes també anirien a la cacera de balenes a l'oceà Àrtic o navegaren en vaixells d'Hamburg per pescar arengades. El municipi va començar a créixer amb un augment del turisme al mitjans del segle xix. Des de 1859, Wenningstedt és una ciutat balneària, i des de 1960, és un balneari marítim reconegut. Juntament amb Kampen i Braderup, Wenningstedt va ser part dels anomenats Pobles del Nord (Norddörfer) - una associació municipal a principis de l'illa. El terme va ser encunyat quan List, el poble més septentrional de l'illa, va ser part del regne danès. Així, Wenningstedt, Braderup i Kampen van ser les viles alemanyes "més al Nord". El 1914 es va construir una capella protestant. De 1907 a 1970 Wenningstedt estava a la ruta del ferrocarril que unia Westerland a List.
Durant la Segona Guerra Mundial es va desplegar una pesada bateria d'artilleria de costa a la dunes al nord-oest de Wenningstedt. No hi va haver cap acció de combat, les instal·lacions van ser detonades en la dècada de 1950 per tropes de l'Exèrcit britànic i posteriorment van ser totalment desmantellades i cobert de sorra per enginyers alemanys.